# 名古屋市
名古屋市（日语：／ Nagoya shi */?）是位於日本愛知縣西部（尾張地方）的都市，為愛知縣縣治，同時是中部地方與東海地方的中樞都市、以及愛知縣唯一的政令指定都市，人口約230萬，在日本各都市中排名第四，僅次於東京、橫濱及大阪，也是日本三大都市圈之一的中京圈的核心城市。由於位於東京與京都之間，因此又被稱為「中京」。全市劃分為16個區。
名古屋是中部地方在政治、經濟、文化、交通等領域的中樞，市中心的名驛（名古屋站商圈）、榮、錦三、大須、金山是全市主要的商業區，其中前兩地擁有大規模的地下街廓。2008年，名古屋市和神戶市一起被聯合國教科文組織認可為「創意都市」。
2017年，以名古屋為中心的中京圈人口約有1,007萬人，在世界都會區排名第37位。此外，在美國智庫AT Kearney頒布的全球城市排名中，名古屋市被評為世界第69位的都市。
名古屋的市徽由圓形中置一「八」字而成，取自江戶時代在此當家的尾張德川家的印記「丸八印」。

## 歷史

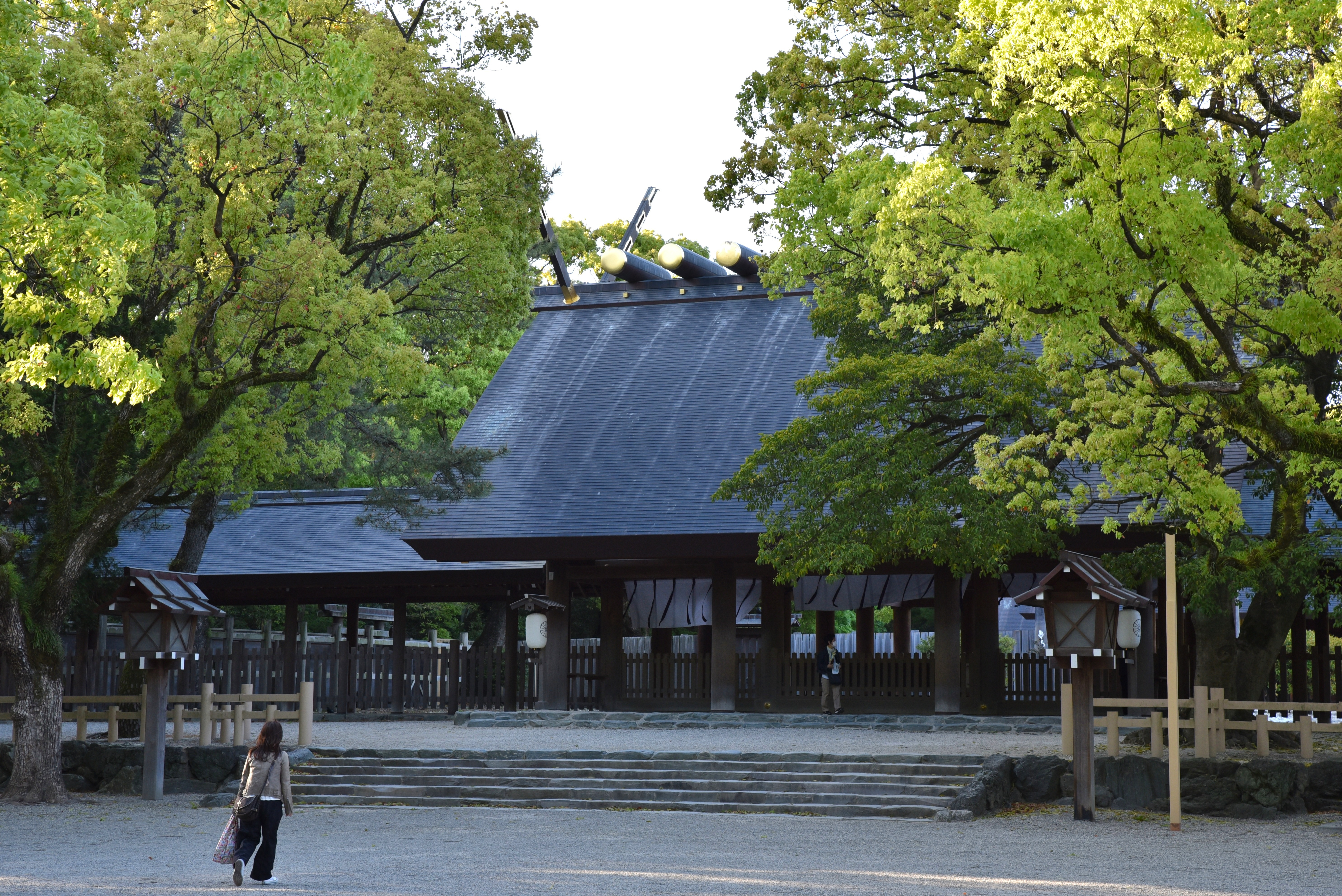
熱田神宮

在日本神話，三神器之一的草薙劍被供奉在熱田神宮。
在平安時代末期，已有「那古野」（音同名古屋）這一地名出現。
16世紀時，戰國三英傑中的織田信長和豐臣秀吉都是出生在名古屋。
但名古屋作為一個城市出現的歷史則是距今約400年前的事情。
1610年（慶長15年），德川家康下令修建名古屋城，將尾張國的中心從清洲城搬到名古屋城，這一事件被稱為清洲越，此為名古屋城下町歷史之始。
名古屋很快形成了以名古屋城為北端的棋盤狀城下町都市格局，並在江戶時代一直是尾張藩的中心都市。
1660年（萬治3年），名古屋發生萬治大火，城下町地區七成被燒毀。但這場大火也成為名古屋修正城市規劃的契機。
江戶時代的名古屋憑藉地處江戶和京都、大坂之間這一優越的地理位置取得發展。特別是在第七代藩主德川宗春時期，尾張藩實施鼓勵消費和工商業發展的政策，是江戶時代中名古屋經濟發展最快的時期。
在江戶時代前期和中期，名古屋是僅次於三都（江戶、大阪、京都）和金澤的日本人口第五多城市，至江戶時代後期已成長為僅次於三都的第四大城市。
明治維新之後，尾張藩在1869年改名為名古屋藩，並在兩年之後的1871年7月廢藩置縣，改為名古屋縣。同年11月，尾張地區其他的縣和名古屋縣合併。翌年4月，名古屋縣改名愛知縣，並在11月和額田縣合併，現在的愛知縣誕生，名古屋市成為愛知縣的縣廳所在地。1874年，名古屋舉辦了名古屋博覽會，並在4年後舉辦了愛知縣博覽會，標誌名古屋近代化的開始。1889年，名古屋施行市制，名古屋市正式誕生。在明治時代，1891年的濃尾地震雖然曾給名古屋帶來影響，但這一時期名古屋相繼開通了鐵路和有軌電車，是名古屋快速近代化的時期。

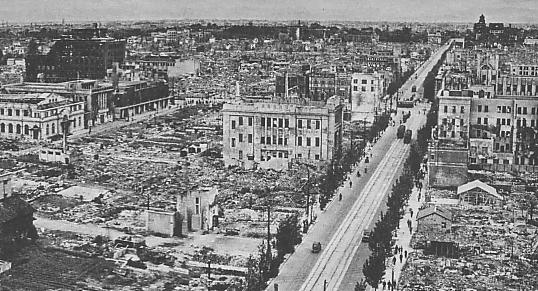
空襲之後的名古屋

1925年日本人口普查時，名古屋市人口已經增加到超過76萬人，是當時日本人口第三多的城市。1935年人口普查時，名古屋市人口已經超過百萬。1930年代時，名古屋市達到發展的新階段。這一時期，名古屋完成了現在的名古屋市政府大樓、舉辦了二戰前日本最後的大型博覽會名古屋泛太平洋和平博覽會、並設立了日本最後一所帝國大學名古屋帝國大學。第二次世界大戰爆發之後，名古屋市的戰爭色彩與日俱增，重化學工業取代輕工業成為名古屋工業的主要部分，市內興建了眾多軍事設施:6。聚集了眾多軍事工業和人口密集的這兩大特徵使得名古屋成為美軍空襲的目標。1942年，名古屋首次遭到美軍空襲。1945年，美軍在3月12日、3月19日、5月14日對名古屋進行大規模空襲，這些空襲合稱名古屋大空襲。二戰中名古屋共遭到63次空襲，7,858人在空襲中遇難，市轄區四分之一的面積化為焦土:7。在5月14日的空襲，名古屋地標名古屋城的天守閣被炸毀。名古屋市的人口也從太平洋戰爭開始時的約138萬人急劇減少到1945年的不到60萬人。

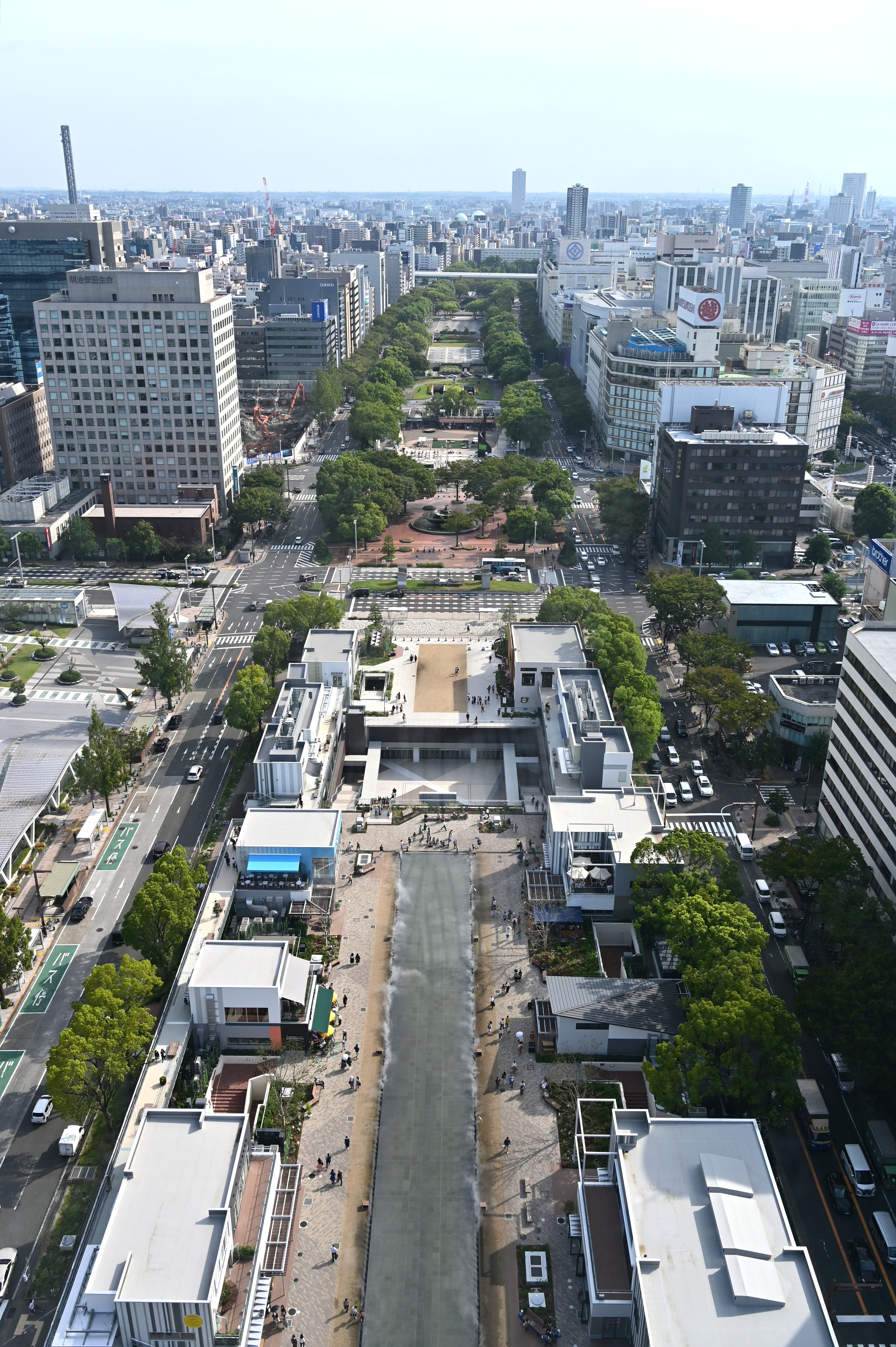
久屋大通是日本最寬的都市道路之一

名古屋市在戰後快速開始重建。在名古屋市的戰災復興都市計劃中，市政府規劃了兩條寬度達100米的主幹道，在當時是相當劃時代的做法，也確立了今日名古屋的都市格局。1950年代，名古屋人口從100萬人增加到150萬人。在這一時期，名古屋先後完成了名古屋電視塔、名古屋市營地下鐵、名古屋城天守重建等重大工程，但也發生了伊勢灣颱風這一重大自然災害，超過1800人遇難。1956年，名古屋市成為日本首批政令指定都市。在經濟高度成長時期，名古屋開通了東海道新幹線，人口也在1969年超過200萬。1970年底中期，名古屋市的人口增長速度開始趨緩，行政區劃確立了現在的16區體制，並且市政府公佈了市基本構想，標誌名古屋市從高速發展時期進入穩定成長時期。1980年代，名古屋興建了多條地下鐵，並在1989年舉辦了世界設計博覽會，吸引超過1518萬人參觀。日本泡沫經濟崩潰之後，和其他地區的經濟蕭條相對，名古屋市所在的愛知縣由於豐田汽車為代表的汽車產業的好景氣而維持了較好的經濟狀況。2005年，愛知縣先後迎來了中部國際機場的開業和2005年世界博覽會。雖然這兩大事件不是在名古屋市轄區發生，但和名古屋有著密切關係，對名古屋經濟亦有助力。2008年世界經濟危機及豐田汽車大規模召回事件爆發之後，名古屋經濟一度急速陷入蕭條。不過近年隨著世界經濟和汽車產業景況的好轉，名古屋經濟亦重現活力。但名古屋經濟仍存在過於仰賴汽車產業等問題。

## 地理

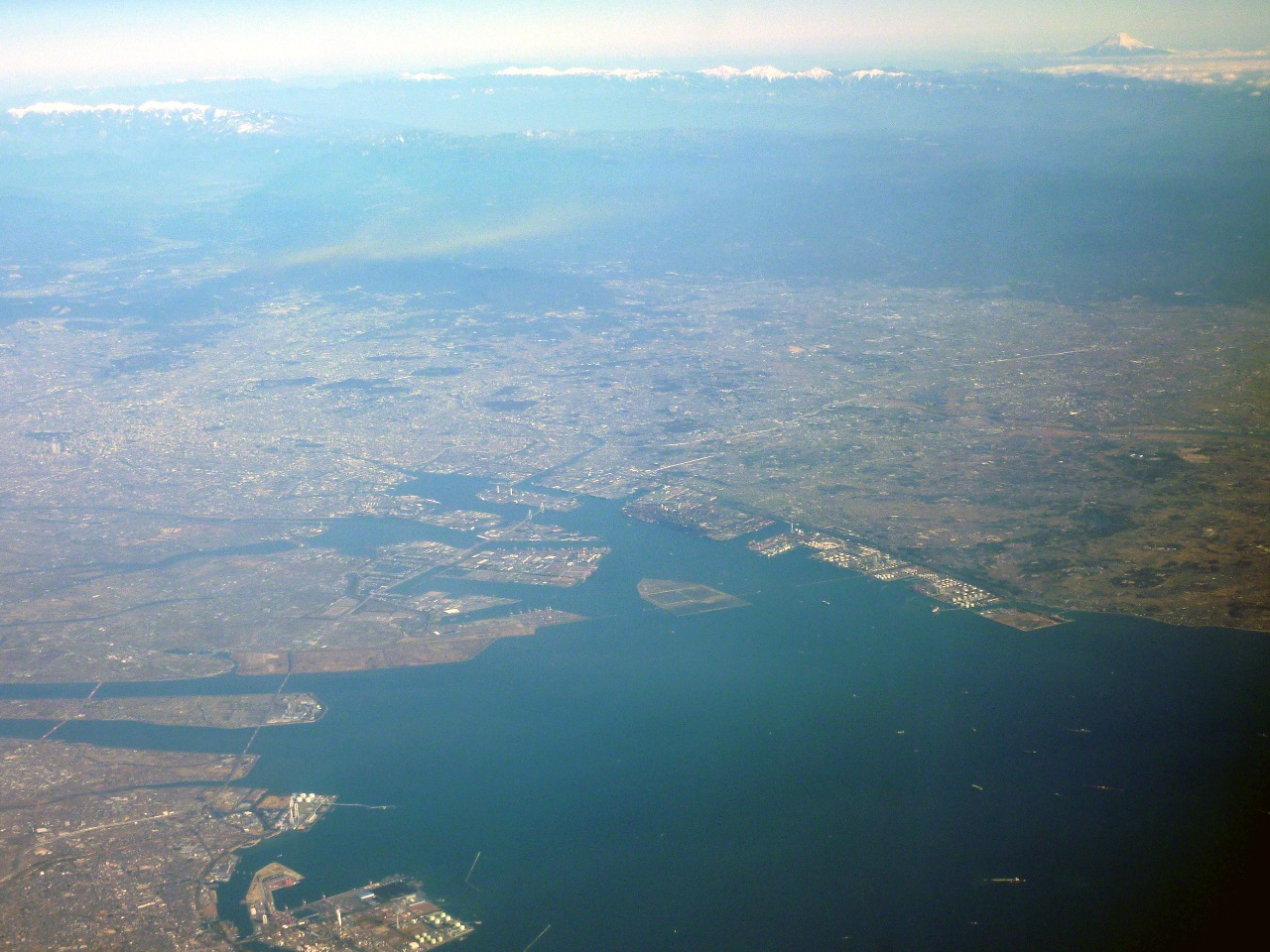
自空中望名古屋市全境，後方可看見富士山

### 地勢
名古屋位於愛知縣西部，地處本州中部的濃尾平原，南面伊勢灣。名古屋市面積326.45平方公里，是愛知縣面積第四大城市，僅次於豐田市、新城市、岡崎市。名古屋市地形呈現東高西低的格局。市轄區可大致分為東部的丘陵；中部的台地；北部、西部、南部的沖積地三個部分。名古屋市東部地區（守山區及千種區東部、名東區、天白區、綠區）多是地形平緩的丘陵，標高約50至100米，是名古屋市內標高較高的地區，名古屋市最高的山峰東谷山（198.3米）也位於市區的東北端。在都市機能分區上，東部地區是名古屋市的住宅地區和文教地區。市區中部（守山區及千種區西部、東區、中區、昭和區、瑞穗區、熱田區及南區東部）則屬於台地地形，是名古屋人類活動最早的地區，發現了彌生和古墳時代的遺跡。這一地區地勢少有起伏，以商業、行政、住宅區為主。名古屋市北部、西部和南部地區（北區、西區、中村區、中川區、港區、熱田區及南區西部）則屬於由河川的堆積作用而形成的沖積地。部分地區由於超採地下水導致地盤下沉，海拔高度低於海平面。這一地區的地盤也比較軟弱，在地震時容易發生土壤液化現象。名古屋市的沿海有眾多地區的土地是通過填海獲得。
名古屋市最大的河流是莊內川，主要流經名古屋市西部地區。此外還有主要流經市區東部和南部的天白川、流經市區西南部的日光川、流經市區中部和南部的山崎川等河流。

### 气候
名古屋属于柯本气候分类法下的副热带湿润气候，在日本被視為太平洋側氣候，冬夏溫差很大。名古屋夏季氣候炎热潮湿，是日本夏季氣溫最高的地區之一，且市中心地區有明顯的熱島效應。冬季的名古屋則氣候乾燥，多晴朗天氣。在冬季有時會受到伊吹颪（自西北方向吹來的乾燥冷風）影響，體感溫度比實際溫度更低。另外，有時雪雲會通過伊吹山地和鈴鹿山脈之間的縫隙進入名古屋，導致大雪出現。2005年和2014年時，名古屋均出現過積雪23厘米的記錄。名古屋的降水主要集中在春季到秋季，多由梅雨和颱風帶來。
| 名古屋市（名古屋地方气象台）                             | 名古屋市（名古屋地方气象台） | 名古屋市（名古屋地方气象台） | 名古屋市（名古屋地方气象台） | 名古屋市（名古屋地方气象台） | 名古屋市（名古屋地方气象台） | 名古屋市（名古屋地方气象台） | 名古屋市（名古屋地方气象台） | 名古屋市（名古屋地方气象台） | 名古屋市（名古屋地方气象台） | 名古屋市（名古屋地方气象台） | 名古屋市（名古屋地方气象台） | 名古屋市（名古屋地方气象台） | 名古屋市（名古屋地方气象台） |
| 月份                                                     | 1月                          | 2月                          | 3月                          | 4月                          | 5月                          | 6月                          | 7月                          | 8月                          | 9月                          | 10月                         | 11月                         | 12月                         | 全年                         |
| -------------------------------------------------------- | ---------------------------- | ---------------------------- | ---------------------------- | ---------------------------- | ---------------------------- | ---------------------------- | ---------------------------- | ---------------------------- | ---------------------------- | ---------------------------- | ---------------------------- | ---------------------------- | ---------------------------- |
| 历史最高温 °C（°F）                                      | 21.0 (69.8)                  | 23.5 (74.3)                  | 25.8 (78.4)                  | 30.5 (86.9)                  | 34.8 (94.6)                  | 37.9 (100.2)                 | 39.6 (103.3)                 | 40.3 (104.5)                 | 38.0 (100.4)                 | 32.7 (90.9)                  | 27.2 (81.0)                  | 22.6 (72.7)                  | 40.3 (104.5)                 |
| 平均高温 °C（°F）                                        | 9.3 (48.7)                   | 10.5 (50.9)                  | 14.5 (58.1)                  | 20.1 (68.2)                  | 24.6 (76.3)                  | 27.6 (81.7)                  | 31.4 (88.5)                  | 33.2 (91.8)                  | 29.1 (84.4)                  | 23.3 (73.9)                  | 17.3 (63.1)                  | 11.7 (53.1)                  | 21.1 (70.0)                  |
| 日均气温 °C（°F）                                        | 4.8 (40.6)                   | 5.5 (41.9)                   | 9.2 (48.6)                   | 14.6 (58.3)                  | 19.4 (66.9)                  | 23.0 (73.4)                  | 26.9 (80.4)                  | 28.2 (82.8)                  | 24.5 (76.1)                  | 18.6 (65.5)                  | 12.6 (54.7)                  | 7.2 (45.0)                   | 16.2 (61.2)                  |
| 平均低温 °C（°F）                                        | 1.1 (34.0)                   | 1.4 (34.5)                   | 4.6 (40.3)                   | 9.7 (49.5)                   | 14.9 (58.8)                  | 19.4 (66.9)                  | 23.5 (74.3)                  | 24.7 (76.5)                  | 21.0 (69.8)                  | 14.8 (58.6)                  | 8.6 (47.5)                   | 3.4 (38.1)                   | 12.3 (54.1)                  |
| 历史最低温 °C（°F）                                      | −10.3 (13.5)                 | −9.5 (14.9)                  | −6.8 (19.8)                  | −2.1 (28.2)                  | 2.8 (37.0)                   | 8.2 (46.8)                   | 14.0 (57.2)                  | 14.4 (57.9)                  | 9.5 (49.1)                   | 1.5 (34.7)                   | −2.7 (27.1)                  | −7.2 (19.0)                  | −10.3 (13.5)                 |
| 平均降水量 mm（）                                        | 50.8 (2.00)                  | 64.7 (2.55)                  | 116.2 (4.57)                 | 127.5 (5.02)                 | 150.3 (5.92)                 | 186.5 (7.34)                 | 211.4 (8.32)                 | 139.5 (5.49)                 | 231.6 (9.12)                 | 164.7 (6.48)                 | 79.1 (3.11)                  | 56.6 (2.23)                  | 1,578.9 (62.16)              |
| 平均降雪量 cm（）                                        | 4 (1.6)                      | 5 (2.0)                      | 0 (0)                        | 0 (0)                        | 0 (0)                        | 0 (0)                        | 0 (0)                        | 0 (0)                        | 0 (0)                        | 0 (0)                        | 0 (0)                        | 3 (1.2)                      | 12 (4.8)                     |
| 平均降水天数（≥ 0.5 mm）                                 | 6.3                          | 7.2                          | 9.8                          | 10.4                         | 10.7                         | 12.7                         | 13.0                         | 9.4                          | 11.9                         | 10.0                         | 7.0                          | 7.5                          | 115.9                        |
| 平均降雪天数（≥ 1 cm）                                   | 1.1                          | 1.1                          | 0.1                          | 0                            | 0                            | 0                            | 0                            | 0                            | 0                            | 0                            | 0                            | 0.6                          | 2.9                          |
| 平均相對濕度（％）                                       | 64                           | 60                           | 58                           | 59                           | 64                           | 71                           | 73                           | 69                           | 70                           | 68                           | 66                           | 66                           | 66                           |
| 月均日照時數                                             | 174.5                        | 175.5                        | 199.7                        | 200.2                        | 205.5                        | 151.8                        | 166.0                        | 201.3                        | 159.6                        | 168.9                        | 167.1                        | 170.3                        | 2,141                        |
| 来源：日本气象厅（平均值：1991年-2020年、极值：1890年-） |                              |                              |                              |                              |                              |                              |                              |                              |                              |                              |                              |                              |                              |

### 行政區劃
名古屋市在設市時面積只有13.44平方公里。但經過多次合併之後，市轄區面積逐漸擴大。1908年，名古屋市開始分為東、西、中、南4區。1937年，因應轄區面積擴大，自東區分拆出千種區、自中區及西區分拆出中村區、自中區及南區分拆出昭和區、熱田區及中村區、自南區分拆出港區，名古屋市的轄區數增加到10區。1944年時，名古屋再新設北區、榮區、瑞穗區。戰後榮區和中區合併。1963年守山市和鳴海町被併入名古屋市之後，新設守山區和綠區。1975年，名古屋市再新設名東區和天白區，確立了現在的16區體制。名古屋市各區現在概況如下：
| 區名     | 日文名 | 讀音 | 設立年 | 面積 （平方公里） | 人口      | 人口密度 （每平方公里人口數） |
| -------- | ------ | ---- | ------ | ----------------- | --------- | ----------------------------- |
| 千種區   |        |      | 1937年 | 18.18             | 164,755   | 7,055                         |
| 東區     |        |      | 1908年 | 7.71              | 78,408    | 10,170                        |
| 北區     |        |      | 1944年 | 17.53             | 163,284   | 9,315                         |
| 西區     |        |      | 1908年 | 17.93             | 149,303   | 8,327                         |
| 中村區   |        |      | 1937年 | 16.30             | 134,246   | 8,236                         |
| 中區     |        |      | 1908年 | 9.38              | 85,017    | 9,064                         |
| 昭和區   |        |      | 1937年 | 10.94             | 108,283   | 9,898                         |
| 瑞穗區   |        |      | 1944年 | 11.22             | 106,443   | 9,487                         |
| 熱田區   |        |      | 1937年 | 8.20              | 65,957    | 8,044                         |
| 中川區   |        |      | 1937年 | 32.02             | 220,201   | 6,877                         |
| 港區     |        |      | 1937年 | 45.64             | 145,142   | 3,180                         |
| 南區     |        |      | 1908年 | 18.46             | 136,406   | 7,389                         |
| 守山區   |        |      | 1963年 | 34.01             | 173,943   | 5,114                         |
| 綠區     |        |      | 1963年 | 37.91             | 243,466   | 6,422                         |
| 名東區   |        |      | 1975年 | 19.45             | 165,064   | 8,487                         |
| 天白區   |        |      | 1975年 | 21.58             | 163,152   | 7,560                         |
| 名古屋市 |        |      | 1889年 | 326.45            | 2,303,070 | 7,055                         |

### 人口
1889年名古屋設市時有人口157,496人。此後隨著城市的發展和轄區的擴大，名古屋市的人口顯著增加。1934年，名古屋市人口突破100萬人。二戰時期，由於大量人口被疏散到農村地區，名古屋市人口大幅減少，在1945年時只有597,941人。此後名古屋市人口迅速恢復，並在1969年突破200萬人。然而在此之後，隨著郊外化的進行和出生率的降低，名古屋市人口增加速度趨緩，1990年代時還一度出現連年減少的情況。2017年4月1日，名古屋市全市人口有2,303,070人。和日本大多數地區一樣，名古屋市面臨嚴峻的人口老齡化和少子化問題。名古屋市總人口中，65歲以上人口佔23.7。與之相對的是，名古屋市的總和生育率只有1.41，略低於日本平均水準。另一方面，由於名古屋是日本經濟狀況較好的地區，自2002年以來，名古屋市的人口流入量持續大於人口流出量。2016年年底時，名古屋市人口中有72,683人是外國人，佔名古屋總人口的3.2%。外國人人口中以中國人最多，佔30.3％，其次是韓國人和菲律賓人。
| 名古屋市人口分布圖 |                                                 |  |
| 名古屋市與日本全國年齡別人口分布比較圖 （2005年資料） | 名古屋市的年齡、男女別人口分布圖 （2005年資料） |  |
| ■紫色是名古屋市 ■綠色是全国 | ■藍色是男性 ■紅色是女性                         |  |
| 名古屋市人口變化 \| 1970年 \| 2,036,053人 \| \| \| 1975年 \| 2,079,740人 \| \| \| 1980年 \| 2,087,902人 \| \| \| 1985年 \| 2,116,381人 \| \| \| 1990年 \| 2,154,793人 \| \| \| 1995年 \| 2,152,184人 \| \| \| 2000年 \| 2,171,557人 \| \| \| 2005年 \| 2,215,062人 \| \| \| 2010年 \| 2,263,894人 \| \| \| 2015年 \| 2,295,638人 \| \| \| 2020年 \| 2,332,176人 \| \| |                                                 |  |
| 資料來源：日本總務省統計中心提供之人口普查數據 |                                                 |  |
| 1970年 | 2,036,053人                                     |  |
| 1975年 | 2,079,740人                                     |  |
| 1980年 | 2,087,902人                                     |  |
| 1985年 | 2,116,381人                                     |  |
| 1990年 | 2,154,793人                                     |  |
| 1995年 | 2,152,184人                                     |  |
| 2000年 | 2,171,557人                                     |  |
| 2005年 | 2,215,062人                                     |  |
| 2010年 | 2,263,894人                                     |  |
| 2015年 | 2,295,638人                                     |  |
| 2020年 | 2,332,176人                                     |  |

## 政治
在日本眾議院選舉中，名古屋市東區、北區、西區、中區屬愛知縣第1區，千種區、守山區、名東區屬愛知縣第2區，昭和區、綠區、天白區屬愛知縣第3區，瑞穗區、熱田區、港區、南區屬愛知縣第4區，中村區、中川區則與清須市、北名古屋市、豐山町同屬於愛知縣第5區。名古屋市是民主黨（2016年改名為民進黨）較強的地區。在1996年導入小選舉區制至2012年之間，自由民主黨候選人只在2005年於愛知5區當選過1次，其他選舉區均是民主黨人當選。然而2012年眾議院選舉時，由於民主黨支持率低迷，自由民主黨在愛知1、3、4、5區皆取得勝。在2014年眾議院選舉中，愛知1區和4區仍是自由民主黨人士當選，其他三個選區則是民主黨人士當選。2017年眾議院選舉中，上次選舉中民主黨獲得的三個選區中的愛知2區由希望之黨候選人當選，3區、5區由立憲民主黨候選人當選，1區、4區繼續由自民黨候選人當選。2021年眾議院選舉中，愛知1、4、5區由自民黨候選人當選，3區由立憲民主黨候選人當選，2區由國民民主黨候選人當選。
名古屋市的現任市長是廣澤一郎。他之前曾擔任名古屋市副市長，是前任名古屋市長河村隆之指名的繼任者，在2024年首次當選。名古屋市議會共有68名議員，以自由民主黨議員最多，其次是名古屋民主市會議員團、減稅日本、公明黨、日本共產黨。愛知縣議會中名古屋市則共有31名議員。名古屋市現在和愛知縣合作提出中京都構想，期望能擴大地方自治權。1964年之後，名古屋市未再和臨近市町村進行合併。但目前和名古屋市接壤，位於名古屋市西北郊的北名古屋市有和名古屋市合併的構想。

## 經濟

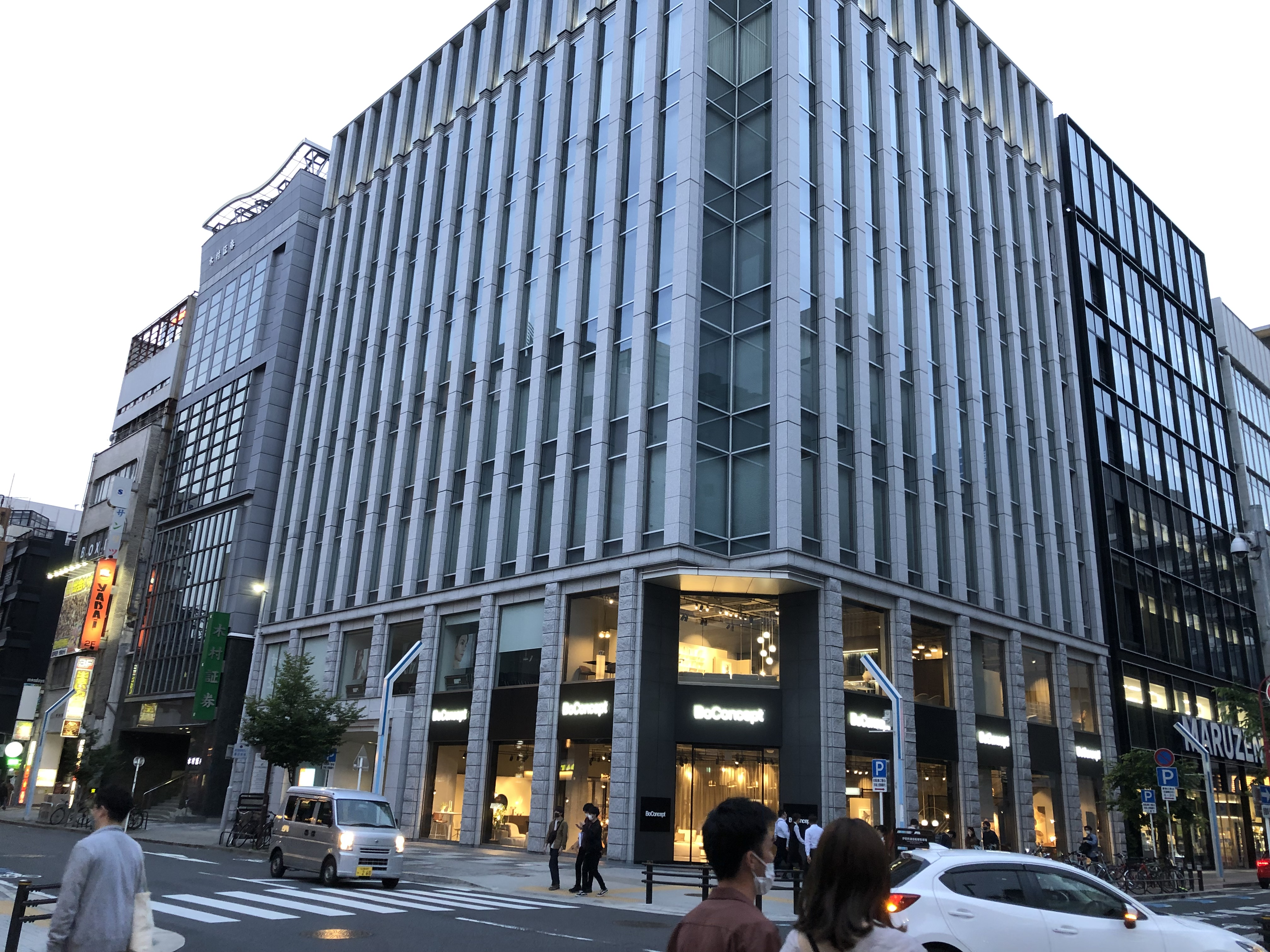
名古屋證券交易所

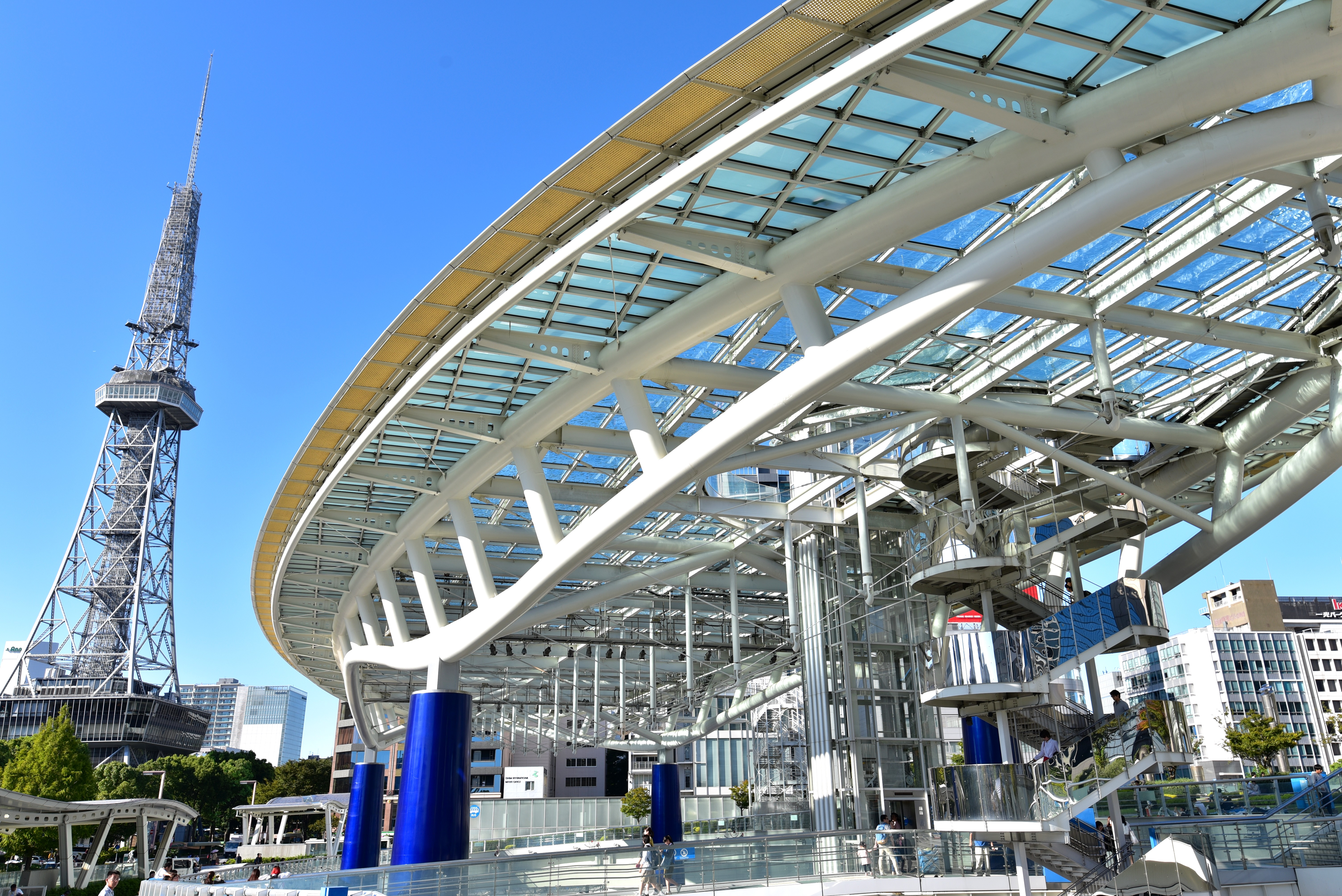
位於名古屋市中心的「榮」，是中部地方最大中心商务区

名古屋是中京工業地帶的核心城市。2014年，名古屋的市內生產總值達123,559億日元，佔日本全國的2.5%，愛知縣的34.3%。

### 第一產業
農業只佔名古屋經濟很小的比重。2015年，名古屋市有農家2,641戶，耕地面積89,024公畝。農業就業人口只有1,241人。名古屋的農地主要分佈在市區的西部和南部，主要農產品是蔬菜和大米。名古屋是日本大白菜栽培發祥之地。

### 第二產業
雖然製造業佔名古屋經濟圈經濟總量的近四成，但在名古屋市，這一數字則只有約12%。在江戶時代，名古屋就已有纖維、陶瓷、食品等工業發展:137。明治至大正時期，纖維、陶瓷等輕工業是名古屋工業的中心:138。然而1930年代之後，軍需工業急速發展。二戰之後，名古屋工業繼續向以重工業為中心的構造轉型，沿海地區興建了眾多化學工業工廠:139。日本泡沫經濟崩潰之後，名古屋的製造業生產金額大幅減少，2002年時已只有1991年的約一半，但在2003年之後有所回升。2014年，名古屋市的工業品生產金額是35,494億日元，位居日本第八，在愛知縣內僅次於豐田市。名古屋市的大規模工廠主要分佈在港區和南區。就業種來看則是以業務用機械、交通機械和電機為主，三者合計佔近四成比例。世界最大的陶瓷企業之一則武和著名食品加工企業可果美株式會社總部位於名古屋市。在名古屋設有工廠的大企業還有東麗、三菱電機、朝日啤酒等公司。

### 第三產業
第三產業是名古屋經濟中最重要的部分，佔名古屋市內生產總值的約87%。由於名古屋地區金融行業競爭激烈，加上當地企業普遍不願負債，因此名古屋的銀行以低利率而著稱，這一現象被稱為名古屋金利。日本三大巨型銀行之一的三菱東京日聯銀行的前身之一東海銀行總部就發祥於名古屋市。現在總部位於名古屋的銀行則有名古屋銀行、中京銀行、愛知銀行。名古屋是東海地方的商業中心，零售業十分發達。2014年，名古屋市的批發交易額達204,724億日元，零售金額達109,550億日元，均佔日本全國總量的約9%。松坂屋、丸榮、名鐵百貨店是名古屋發祥的主要零售企業。榮、名驛、大須等地則是名古屋主要的商業區。IT產業是近年世界發展最快的產業之一，名古屋市也將IT產業作為經濟發展的重點產業。名古屋市的IT產業產值佔日本全國的4.7%。IT行業從業者在2010年至2014年期間增長了1.4倍，超過4萬人。名古屋市的IT產業構成中，以軟體開發佔比重最高。

## 文化

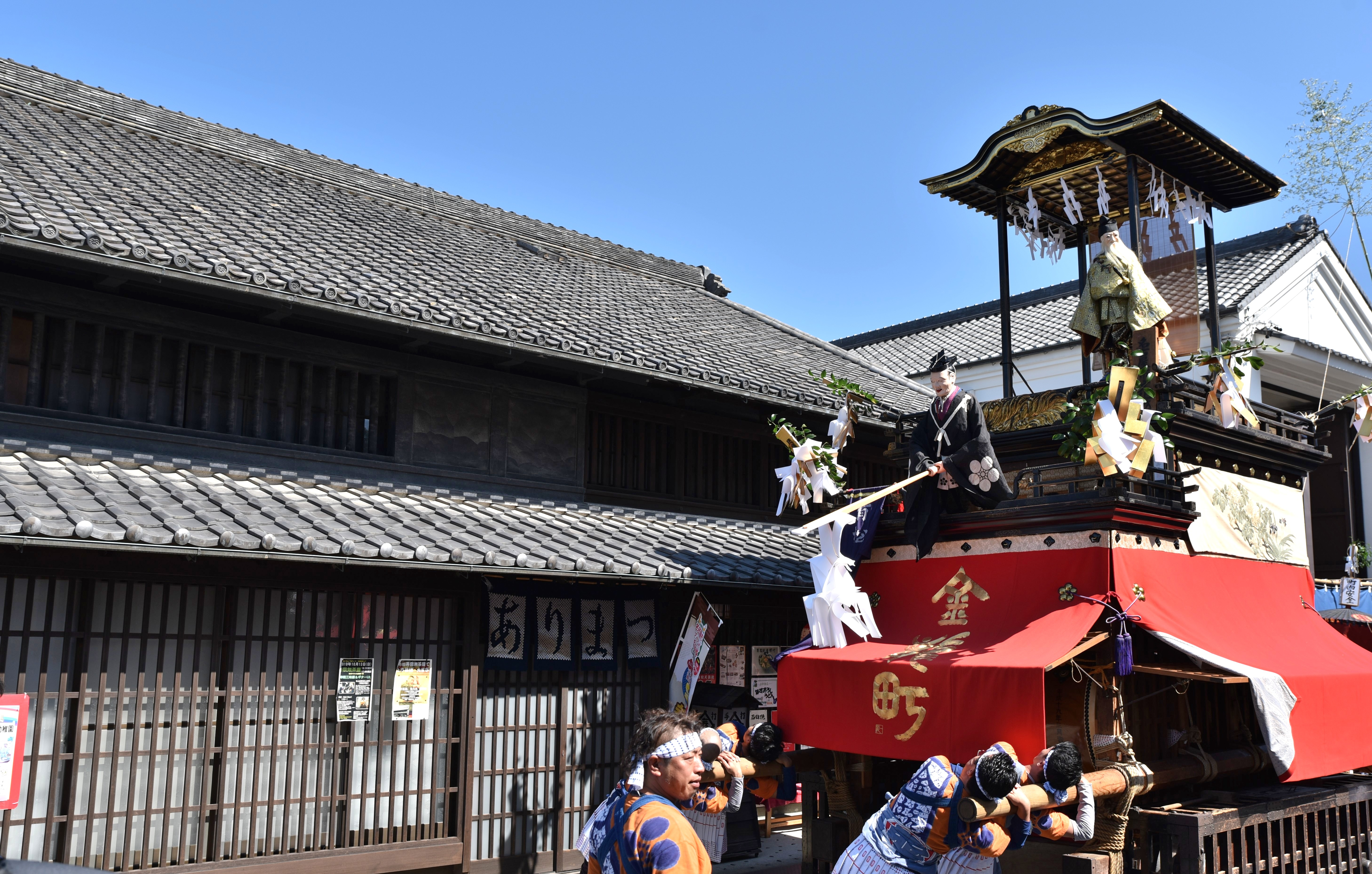
有松節

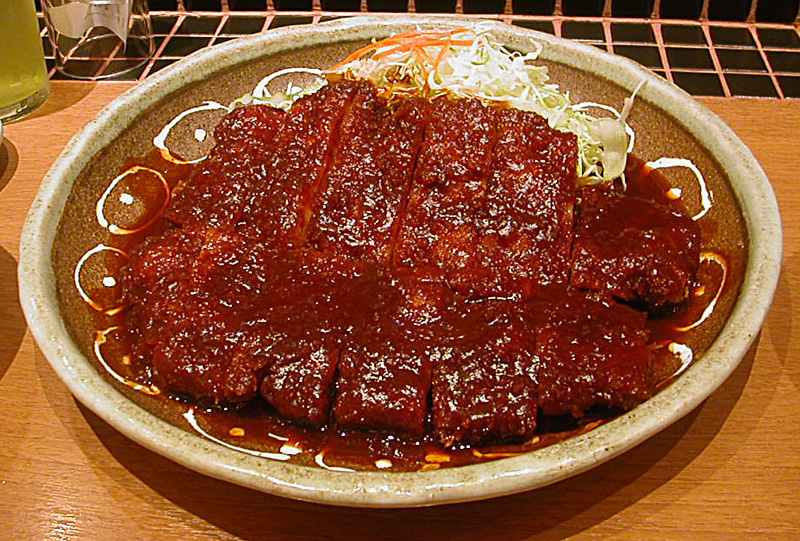
味噌豬排是具代表性的名古屋菜

### 方言
名古屋市使用的方言是名古屋方言，屬於東海東山方言的一部分。由於名古屋市的歷史相對較短，人口多是江戶時代及以後來自各地的移民，因此名古屋的方言和日語共通語較為近似。名古屋方言可以分為上町言葉、下言葉和武家言葉，這一特點是因江戶時代的階級分化而形成。

### 文學
在日本的近代文學家中，坪內逍遙和二葉亭四迷曾在名古屋生活和度過學生時光，這段時間對二人之後的創作生涯和風格產生重大影響。在大正至昭和時代，名古屋亦多次是新文學運動的發起地。著名推理作家江戶川亂步亦曾在名古屋生活過很長時間。

### 飲食
名古屋的飲食文化有著濃郁的地方特色，其特點是使用味噌和醬油較多，菜餚味道較重。具代表性的名古屋料理有燴義大利麵、台灣拉麵、乾炸雞翅、味噌豬排、棊子麺、櫃塗飯、紅豆吐司等。名古屋祭自1955年開始於每年10月上旬的週末舉行，是名古屋規模最大的節慶活動。

### 媒體
中日新聞總部位於名古屋，是日本規模最大的地方報紙。中日新聞的日發行量超過240萬份，在東海地方的市場佔有率約有六成。名古屋有NHK名古屋放送局、東海電視台、中京電視台、CBC電視台、名古屋電視台、愛知電視台。CBC電視台所屬的中部日本放送是日本第一家民營廣播公司。由於名古屋人口眾多，經濟地位重要，名古屋的電視台製作的部分節目通過電視聯播網在日本全國播出，其中以曾製作過真珠夫人、牡丹與玫瑰等熱門劇集的東海電視台午間連續劇最為著名。

### 體育

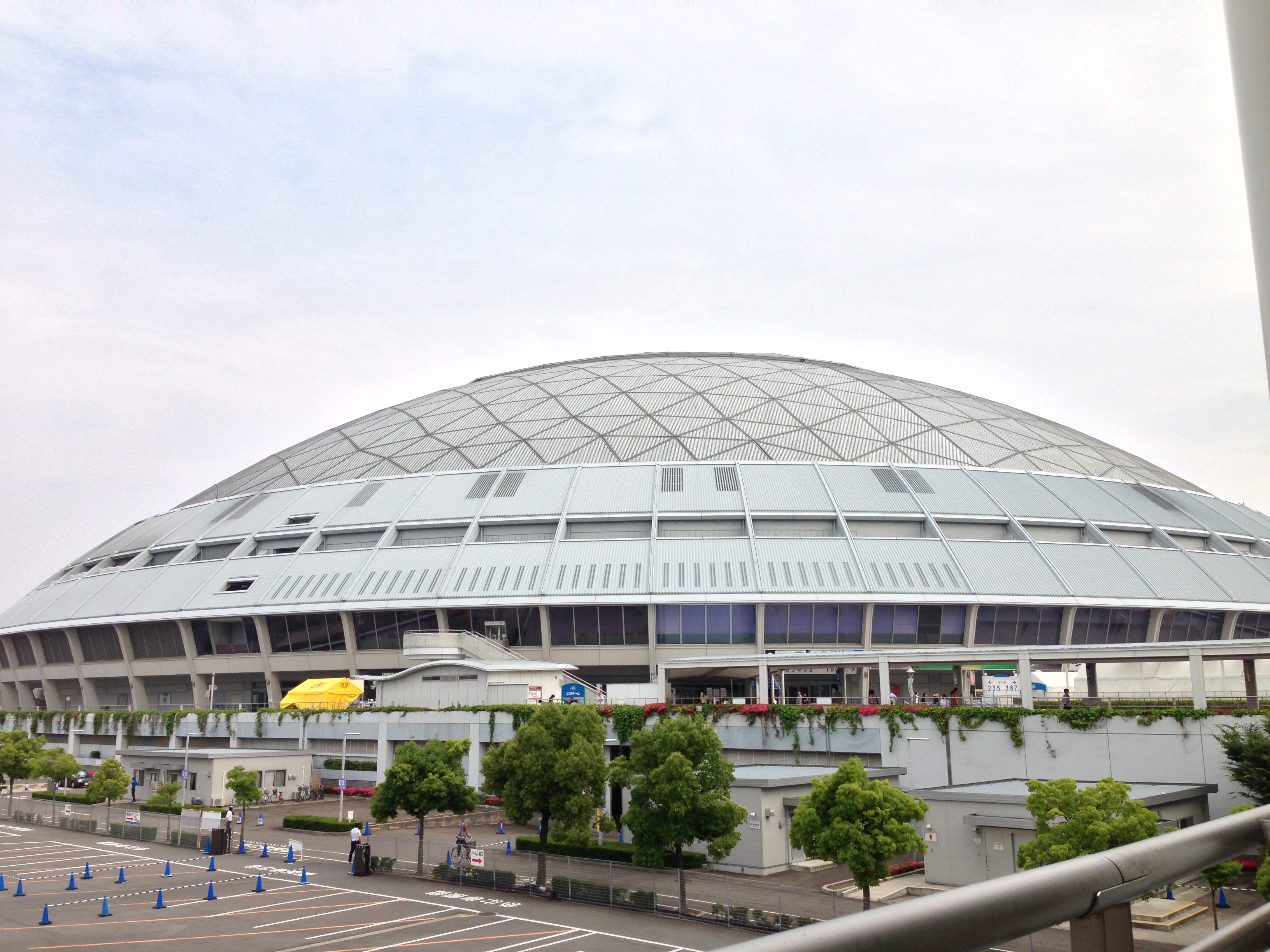
名古屋巨蛋

名古屋市體育活動興盛。1981年，名古屋曾申辦1988年夏季奧林匹克運動會，但以失敗告終。2016年，名古屋市和愛知縣共同獲得2026年亞運會的主辦權，是日本時隔32年再次舉辦亞運會。中日龍和名古屋鯨魚是名古屋的兩大職業體育隊伍。中日龍創建於1936年，並在1948年改為現名，是日本職棒元老之一，迄今已在日本職棒取得超過5000場勝利，並在1954年和2007年兩奪日本第一。名古屋巨蛋是中日龍的主場。名古屋鯨魚創建於1991年，是日本職業足球聯賽創始成員之一，在2010年獲得過J1聯賽首位。但在2016賽季，名古屋鯨魚表現欠佳，降入J2聯賽，是球隊成立以來首次降級。名古屋市瑞穗公園陸上競技場和豐田體育場是名古屋鯨魚的主場球場。名古屋其他的職業體育俱樂部還有五人制足球俱樂部名古屋海洋、籃球俱樂部名古屋鑽石海豚等球隊。大相撲於每年7月在名古屋舉辦賽事，被稱為名古屋場所。值得一提的是，名古屋花樣滑冰選手輩出，享有「花滑王國」的美譽，曾在奧運會等國際大賽斬獲獎牌的安藤美姬、小塚崇彥、淺田真央、村上佳菜子、宇野昌磨等人都是名古屋出身。
名古屋也是相撲盛行的地方，每年7月都有本場所比賽。

## 教育

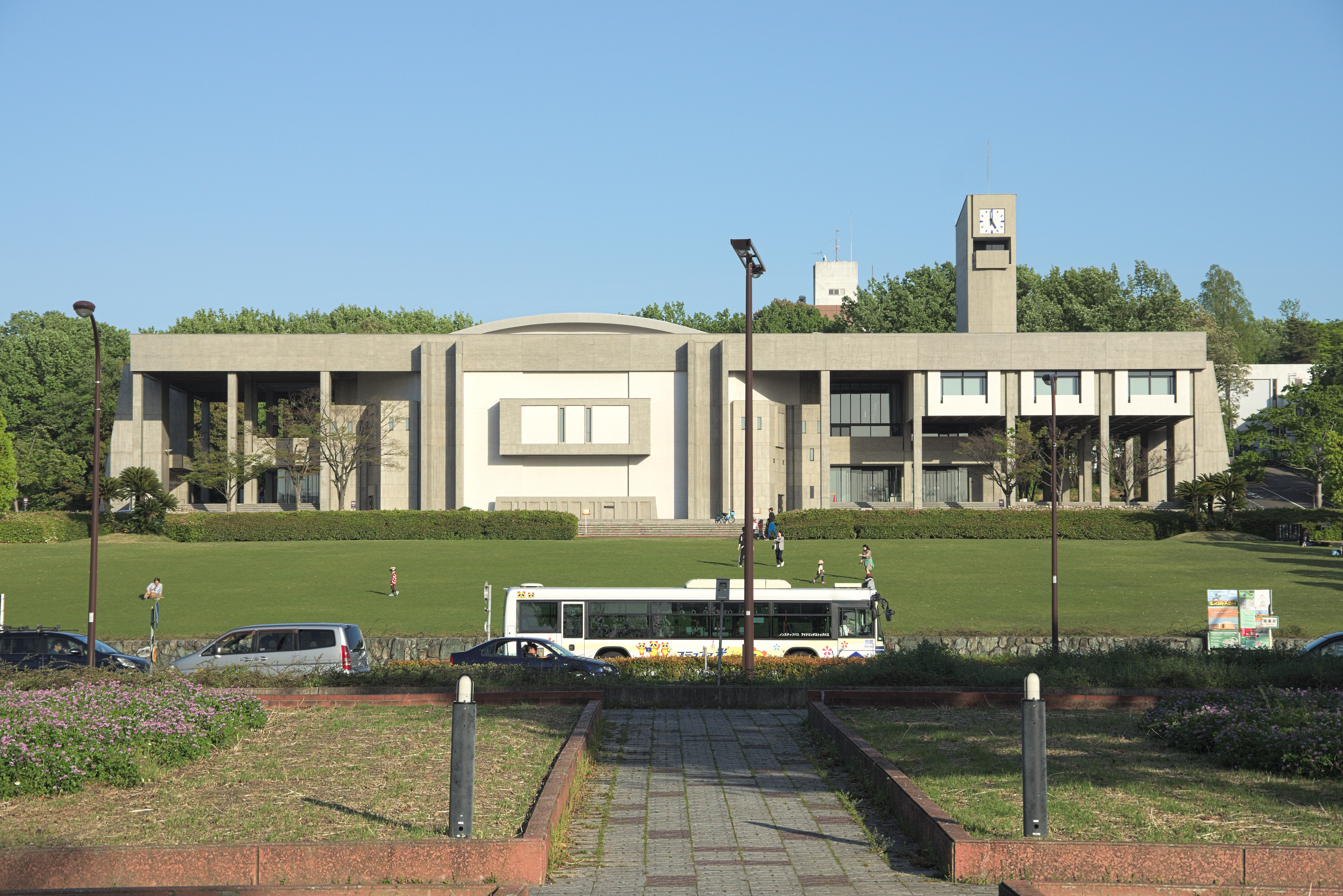
名古屋大學豐田講堂

### 大學
名古屋市是日本高等教育中心之一。名古屋大學的前身是成立於1881年的愛知醫學校，在1939年升格為帝國大學，是九所帝國大學之一，也是最後一所帝國大學，其創建費用全部由愛知縣承擔。名古屋大學在成立之初僅有醫學院和理工學院兩個學院，現在已成長為擁有九個學院，學生數近16000人的大規模綜合型大學，是東海地方的最高學府。現在名古屋大學在名古屋市有東山、大幸、鶴舞三個校區。日本的諾貝爾獎得主中，有六人都是名古屋大學出身。名古屋工業大學的前身是名古屋高等工業學校，是名古屋另一所國立大學。名古屋主要的公立大學則有名古屋市立大學，主要的綜合型私立大學有南山大學、中京大學、名城大學、愛知大學。

## 交通

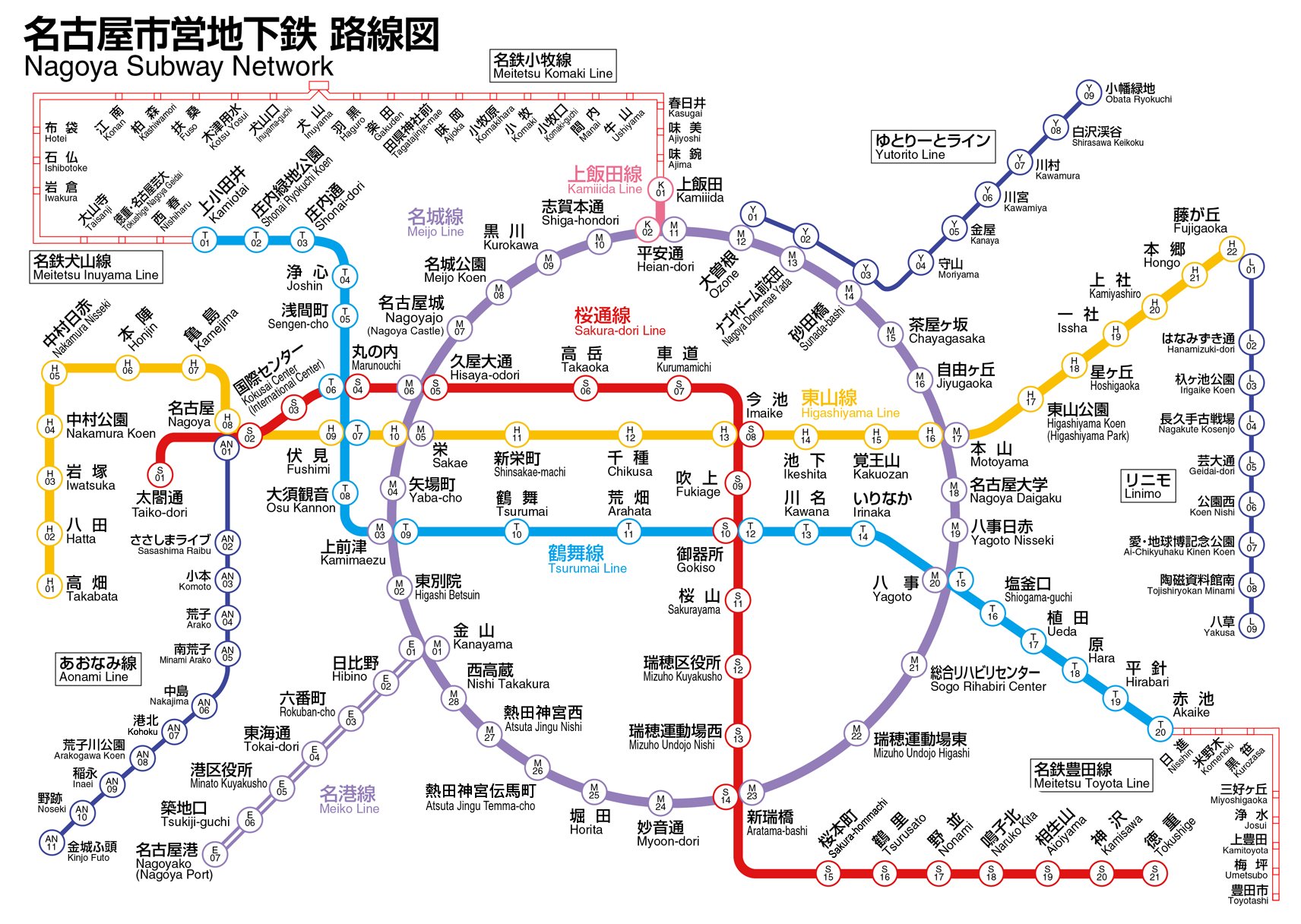
名古屋市地下鐵路線圖

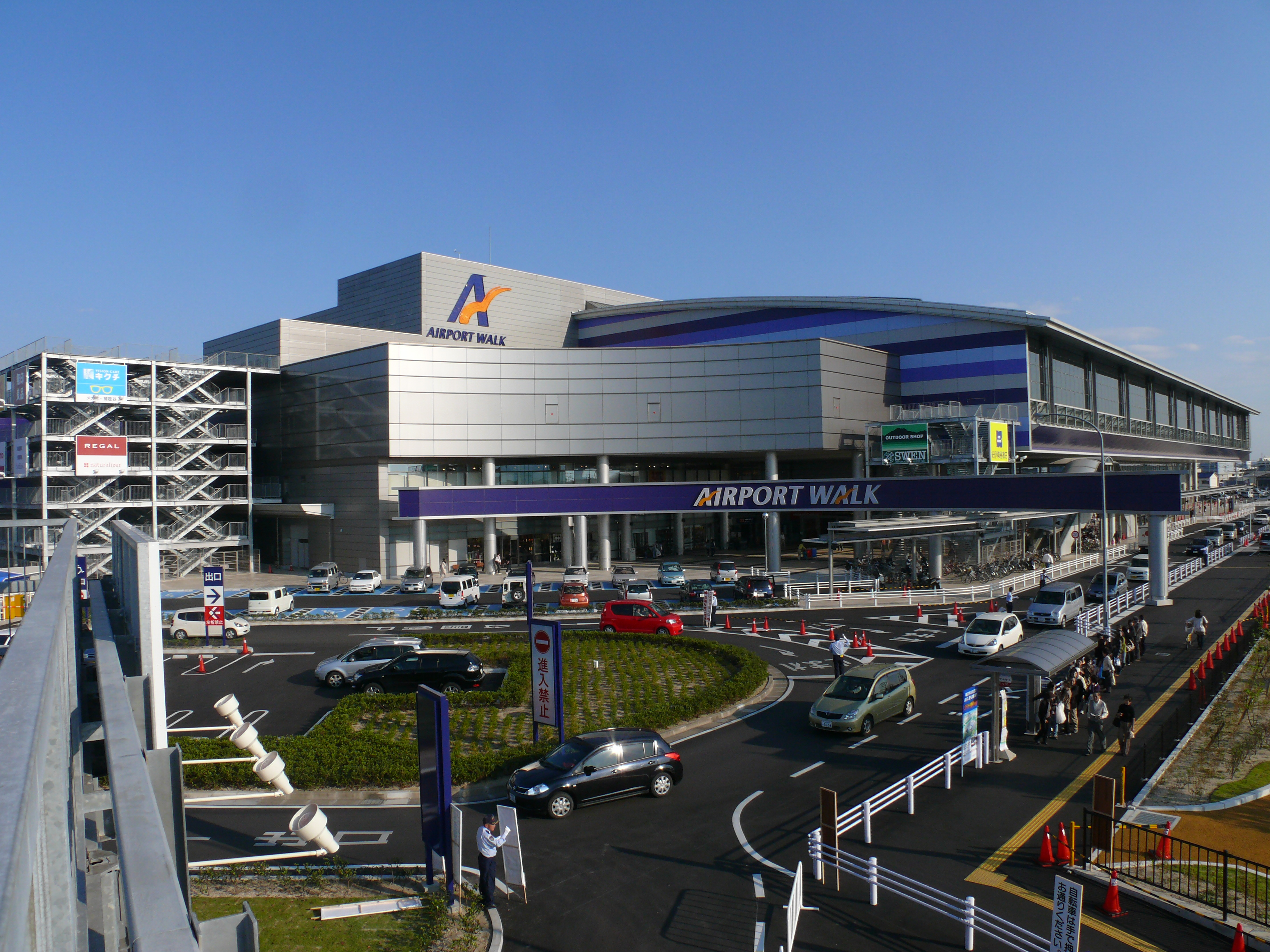
名古屋飛行場

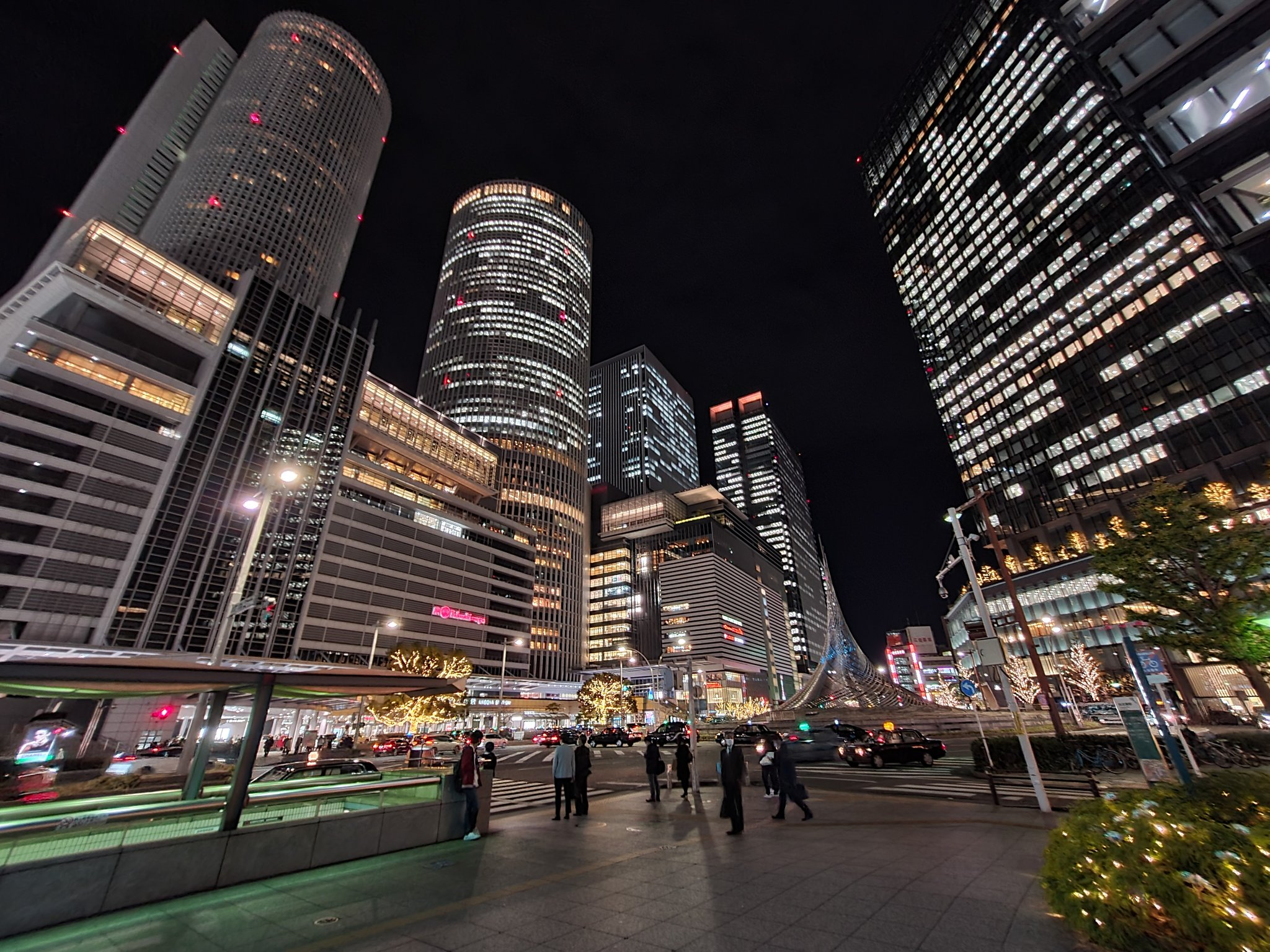
名古屋車站

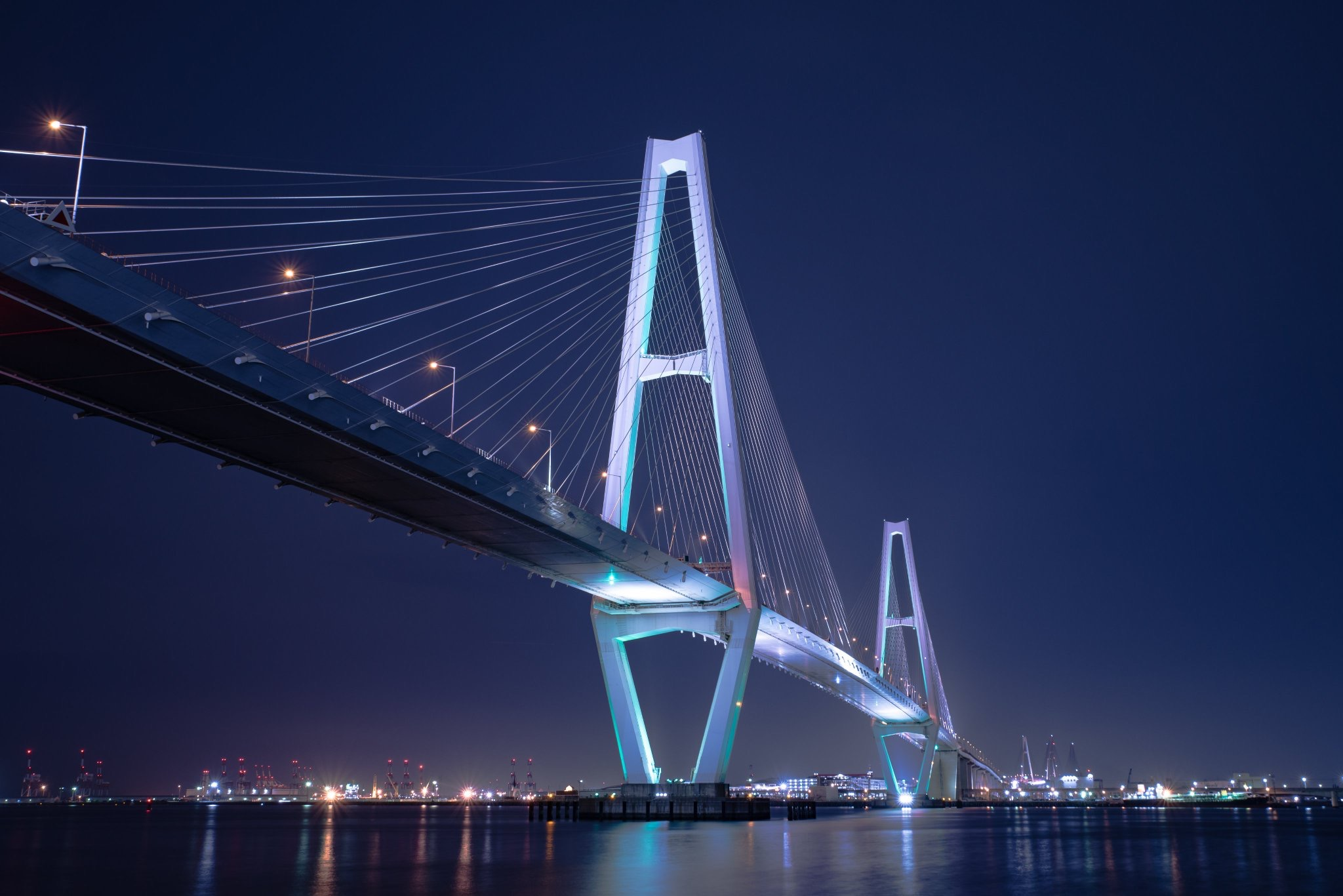
伊勢灣岸自動車道

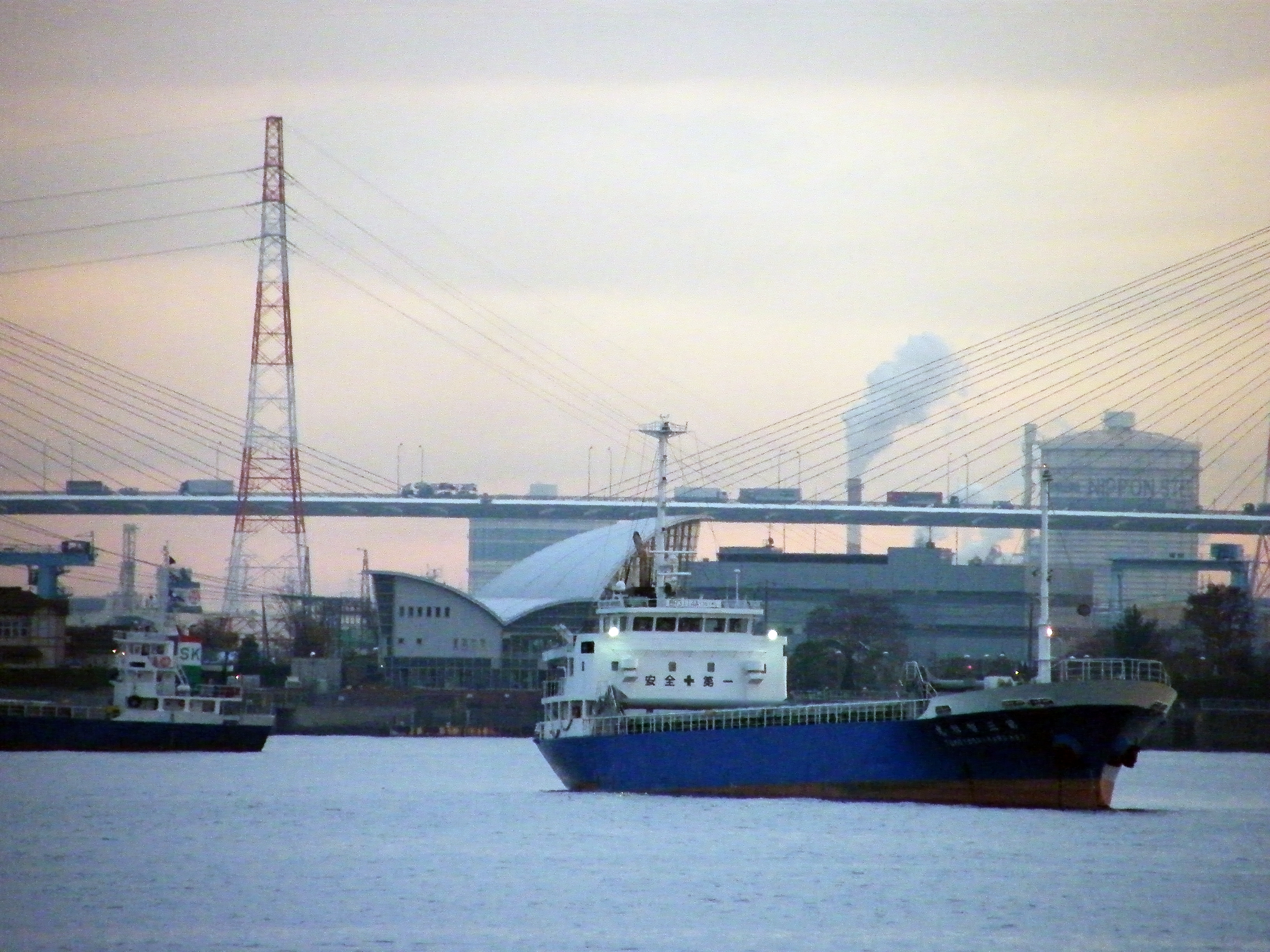
名古屋港

地處日本兩大核心地區關東地方和近畿地方之間的名古屋在古代就是東海道上的交通節點，現在更是日本交通樞紐之一。

### 空路

#### 機場及港口
名古屋飛行場的部分用地位於名古屋市轄區內，曾是名古屋的主要機場。
但在中部國際機場開業之後，現在只有部分富士夢幻航空的日本國內航班仍然起降在名古屋飛行場。名古屋港開港於1907年，是愛知縣最大的港口。

### 鐵路
名古屋市的大部分鐵路由東海旅客鐵道（JR東海）和名古屋鐵道運營。JR東海的總部位於名古屋，經營有東海地方的在來線和東海道新幹線，是JR各社中營業額第二位的企業。
名古屋車站是名古屋交通的中心，每天平均有超過20萬人在此乘車。
名古屋市內的在來線路線有東海道本線、中央本線和關西本線，三條路線均途徑名古屋車站。東海道新幹線的所有希望號列車均在名古屋車站停車，從東京車站出發最快只需約1小時39分就可到達名古屋車站。
現在JR東海正在興建中央新幹線，通車之後從品川車站到名古屋車站將只需40分就可到達。
名古屋鐵道是名古屋最大的民營鐵路公司，旗下的名古屋本線、犬山線、常滑線、築港線、瀨戶線、小牧線途徑名古屋市轄區。
此外近畿日本鐵道名古屋線也有部分路段途徑名古屋市內。
名古屋市營地下鐵則是名古屋市內主要的公共交通移動方式，由名古屋市交通局經營，全長93.3公里。現在名古屋市營地下鐵共有東山線、名城線、名港線、鶴舞線、櫻通線、上飯田線六條線路。名古屋市營巴士同樣由名古屋市交通局運營，和名古屋市營地下鐵共同構成了名古屋市的公共交通網。名古屋市內其他的鐵路線路還有西名古屋港線等線路。

### 道路
由於汽車產業是名古屋市所在的愛知縣的最主要產業，加上名古屋道路寬度較高，使得名古屋市民的出行高度依賴汽車。名古屋交通中汽車承擔的運量比例遠高於日本大都市地區的平均水準。現在名古屋市政府正通過充實公共交通手段等方式鼓勵市民使用公共交通。途徑名古屋市的高速公路有名古屋高速道路、名古屋第二環状自動車道、伊勢灣岸自動車道、東名阪自動車道、東名高速道路、知多半島道路。
名鐵巴士、JR東海巴士等企業運行有自名古屋前往東京等地的長途巴士。

### 航路

#### 港湾
2016年，名古屋港的貨物吞吐量達1億9326萬噸，自2002年以來連續15年位居日本第一。名古屋港的特徵之一是貿易黑字額極高，超過6萬億日元，連續17年位居日本第一。名古屋港同樣兼具客運港機能，2014年乘客總數超過13萬人，運行有前往仙台和苫小牧的航線。

## 旅遊

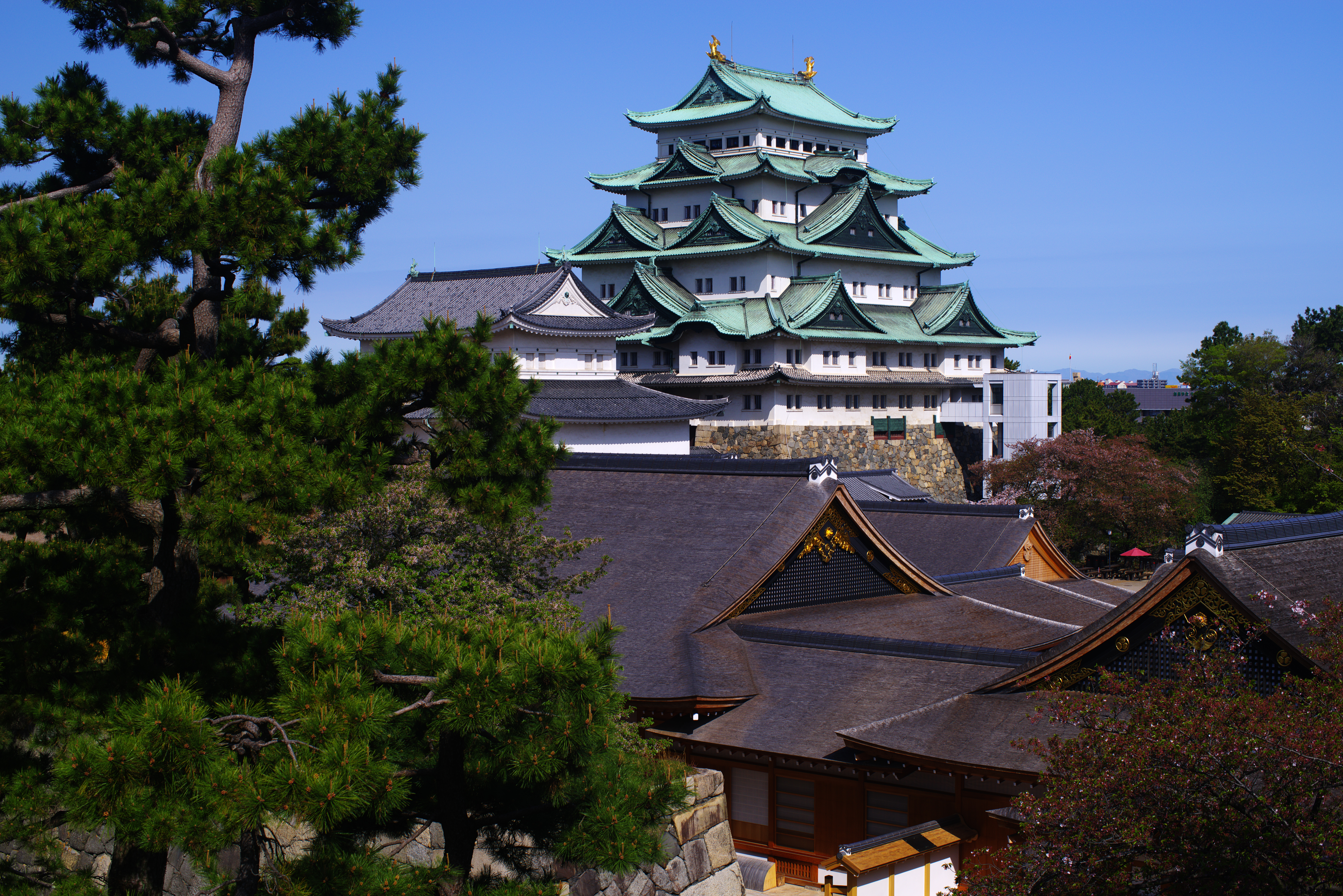
名古屋城

雖然和東京、大阪、京都等其他代表日本的大都市相比，名古屋市的觀光景點並不算多，但便捷的地理位置使得名古屋的旅遊業有一定規模。2015年，前往名古屋市觀光的遊客數達4331萬人，其中653萬人在名古屋市住宿，為名古屋市帶來3800億日元的消費。名古屋市現在也將旅遊業作為重點發展產業之一。名古屋市具代表性的古蹟有名古屋城和熱田神宮。熱田神宮收藏有三神器之一的草薙劍，在神道教中擁有特殊地位。熱田神宮內的信長塀據傳是織田信長在桶狹間之戰取勝之後為感謝神明庇佑的回禮，是日本三大土塀之一。名古屋城別名金鯱城，是日本100名城之一，也是日本政府認定的特別史跡之一，憑藉其宏大的規模和優美的外形而成為名古屋的地標。名古屋城天守在二戰時被空襲燒毀，但在1959年得到重建。現在正在名古屋城正在進行本丸御殿的重建工程。2017年，名古屋市議會通過決議修建新的木造天守，取代現在的鋼筋混凝土天守。
名古屋市的主要公園有賞櫻勝地鶴舞公園和名古屋城所在的名城公園和名古屋電視塔所在的久屋大通公園等。東山動植物園創建於1937年，是日本年參觀人數第二多的動物園。名古屋市的主要博物館則有展示名古屋歷史與文化的名古屋市博物館、德川美術館 （页面存档备份，存于）、名古屋市美術館、由建築家黑川紀章設計的名古屋市科學館、豐田產業技術紀念館、展示鐵路歷史及高速鐵路相關展品的磁浮、鐵道館、日本面積最大的水族館名古屋港水族館。2017年4月，世界第八個樂高樂園日本樂高樂園在名古屋市港區開業，成為名古屋最大的主題樂園和新的觀光熱點。
此外，位於名古屋車站前的中部第一高樓「Midland Square」頂樓設有 Sky Promenade 展望台，是一座開放式的戶外觀景台，從215公尺高處可俯瞰整個名古屋市區景觀，白天可遠眺御嶽山與伊勢灣，夜晚則可欣賞浪漫的城市燈火，成為情侶與攝影愛好者的熱門景點。展望台門票為成人750日圓，孩童500日圓，搭乘電梯至46樓後即可抵達，從JR名古屋站步行僅需5分鐘，交通極為便利。

## 國際交往
由於名古屋人口眾多，而且地理位置距東京和京阪神有一定位置，因此一些國家在名古屋設有領事館。中國、韓國、巴西、秘魯在名古屋設有總領事館。美國和加拿大在名古屋則設有領事館。聯合國在名古屋設立有聯合國區域開發中心。名古屋市重視開展國際交流事業，許多公營機構都和外國機構開展有交流活動。名古屋港和洛杉磯港、悉尼港等港口有姊妹港關係。在民間機構方面，名古屋商工會議所和美國波士頓美術館展開合作，在名古屋創建了名古屋波士頓美術館。

### 姊妹都市
名古屋和以下城市是姊妹都市：
| 國家           | 城市                   | 締結日期           |
| -------------- | ---------------------- | ------------------ |
| 美国           | 洛杉磯（加利福尼亞州） | 1959年4月1日       |
| 墨西哥         | 墨西哥城               | 1978年2月16日      |
| 中华人民共和国 | 南京市（江蘇省）       | 1978年12月21日:457 |
|                | 悉尼（新南威爾斯州）   | 1980年9月16日      |
| 義大利         | 都靈（皮埃蒙特大區）   | 2005年5月27日      |
| 法國           | 兰斯（马恩省）         | 2017年10月20日     |

### 提携都市
名古屋和以下城市是提携都市：
| 國家     | 城市             | 締結日期       |
| -------- | ---------------- | -------------- |
| 中華民國 | 台中市（直轄市） | 2019年10月25日 |
|          | 塔什干（直轄市） | 2019年12月18日 |

## 外部連結
- Nagoya Info - 名古屋觀光指南 （页面存档备份，存于）
- 織田信長
- 德川家康
- （简体中文）名古屋市政府 （页面存档备份，存于）
- （简体中文）名古屋國際中心